# Ферден
Ферден или Верден (на немски: Verden an der Aller, Verden (Aller), Verden) е град в Долна Саксония, Германия с 26 668 жители (към 31 декември 2013). Разположен е на река Алер, малко преди вливането ѝ в река Везер. Намира се на 35 km от Бремен и 90 km от Хановер.
Градът е споменат за пръв път 782 г. като Ferdi in Saxonia в документ на Карл Велики.
Около 800 г. е създадено епископството Ферден (Bistum Verden). От 11 век до 1648 г. съществува Княжеското епископство Ферден (Fürstbistum Verden) като самостоятелна територия, в което управляват имперски графове. На 12 март 1259 г. Ферден получава права на град. През 15 век Ферден става свободен имперски град на Свещената Римска империя до края на Тридесетгодишната война.